# Lajos Dávid
Lajos Dávid (în maghiară Dávid Lajos n. 28 mai 1881 la Cluj - d. 9 ianuarie 1962 la Budapesta) a fost un matematician maghiar, cu contribuții deosebite în teoria funcțiilor și algebra superioară.
Cea mai importantă lucrare a sa este Introducere elementară în studiul analitic al geometriilor neeucliene (1944).
În 1908 a fost numit profesor la Colegiul reformat din Odorheiu Secuiesc, ca apoi să fie profesor de matematică la Universitatea din Cluj.
1. 1 2  MacTutor History of Mathematics archive, accesat în 22 august 2017
2. 1 2 3 4 5 6 7 8  MacTutor History of Mathematics archive
3. ↑  IdRef, accesat în 2 mai 2020